# Scala pentatonica
Una scala pentatonica (dal greco πέντα, penta, "cinque" e τόνος, tonos, "tensione", derivato dal verbo τείνω ovvero teinō, "tendere, allungare", che ha originato anche il termine tono) è una scala musicale composta da cinque note (nota anche come scala pentafonica, dal greco πέντα e φωνή, phoné, "suono").
Le scale pentatoniche sono comuni in quasi tutte le culture musicali, a partire da numerosi tipi di musica folk (ad esempio la musica celtica, il folk ungherese, il folk albanese, il gamelan indonesiano o i canti huayno andini) fino alla musica africana occidentale ed i suoi derivati di stampo afro-americano come lo spiritual, il jazz, il blues e il rock. Anche nella musica classica la scala pentatonica è stata ampiamente utilizzata, ad esempio in numerose composizioni di Claude Debussy.

## Tipi di scale pentatoniche
Le scale pentatoniche note nel sistema musicale temperato occidentale sono tutte an-emitoniche, ovvero prive di intervalli di semitono, e dato che sono scale composte solo da cinque gradi (in particolare non è possibile identificare i due gradi che tipicamente danno alla scala diatonica maggiore una spinta alla risoluzione verso gradi vicini, cioè il quarto ed il settimo grado) non hanno la tendenza a risolvere verso la tonica o la dominante.
In altri sistemi musicali vi sono tuttavia casi in cui gli etnomusicologi descrivono scale pentatoniche emitoniche (ovvero con intervalli di semitono), anche se spesso, trattandosi di temperamenti non equabili, parlare di semitoni è una approssimazione.
Ad esempio, in alcune aree dell'Africa occidentale, sono diffuse scale pentatoniche che, se semplificate e rappresentate mediante il sistema temperato, contengono intervalli di seconda minore (per esempio Do, Re♭, Mi♭, La♭ e Sol).

### Pentatoniche "maggiori" e "minori"
Le pentatoniche classiche sono dunque caratterizzate non solo dalla loro mancanza di intervalli di semitono, ma anche dal fatto che ciascuna delle cinque note può essere nota finale (e tonica).
Dunque è improprio distinguere fra una scala pentatonica maggiore e minore, ma è evidente «come nella scala pentatonica siano contenuti i due modelli tonali»  maggiore e minore.
Il modo classico di costruire una pentatonica è quello di prendere cinque note consecutive dal circolo delle quinte: ad esempio Do, Sol, Re, La e Mi, che riordinate formano una pentatonica di Do.
Sulla base di queste note si possono distinguere varie scale pentatoniche anemitoniche, le quali si formano spostando i due intervalli di terza minore che le caratterizzano (mai consecutivi): la pentatonica "maggiore" è quella con una terza maggiore tra i primi tre suoni, ed è in pratica basata su una scala diatonica maggiore senza il quarto ed il settimo grado:
| Pentatonica "maggiore" di Do | Ascolta ⓘ |

Se trasponiamo la scala pentatonica di Do in Sol♭ otteniamo Sol♭, La♭, Si♭, Re♭ e Mi♭, che sono i cinque tasti neri del pianoforte:
Vengono poi chiamate "minori" le pentatoniche costruite su una scala minore naturale priva del secondo e del sesto grado. Di fatto le note che si ottengono sono le medesime della pentatonica "maggiore" costruita sulla relativa scala diatonica maggiore: ad esempio la pentatonica "minore" di La ha le stesse note di una pentatonica "maggiore" di Do, semplicemente suonata a partire dal La, e presenta un intervallo di terza minore in partenza:
| Pentatonica "minore" di La | Ascolta ⓘ |

Si noti che, aggiungendo una nota a questa scala (il quarto grado aumentato) si ottiene la scala blues, composta da sei note (ad esempio: La, Do, Re, Re♯, Mi, Sol).

## Esempi
Le scale pentatoniche, come accennato, sono molto comuni nei canti tradizionali e nella musica folk.
Un brano con l'intera melodia basata su una pentatonica "maggiore" è la canzone popolare Oh! Susanna scritta da Stephen Foster, oppure l'inno cristiano Amazing Grace.

Un esempio in "minore" è la canzone tradizionale canadese "Land of the Silver Birch".
Anche nel jazz la pentatonica (e la sua analoga scala blues a sei note) sono molto comuni: un esempio è la parte iniziale della melodia di In a Sentimental Mood di Duke Ellington, oppure la melodia di I got rhythm un noto standard di George Gershwin.
Nella canzone contemporanea è stata utilizzata da Paolo Conte nella melodia di Aguaplano, dall'omonimo album del 1987.
Nella musica classica, oltre al citato Debussy , sono numerosissimi gli esempi:
- Studio Op. 10 n. 5 in Sol♭ Maggiore - Sui tasti neri di  Fryderyk Chopin: l'intera melodia è suonata con la mano destra sulla pentatonica di Sol♭ (sui tasti neri)
- Sinfonia "Dal nuovo mondo" ed il Quartetto "americano" per archi in Fa maggiore di Antonín Dvořák: entrambi hanno un tema in gran parte basato su scale pentatoniche, probabilmente ispirato a canti dei nativi americani e agli spiritual afroamericani
- Madama Butterfly e Turandot di Giacomo Puccini: entrambe le opere alludono ampiamente alle sonorità giapponesi e cinesi mediante un estensivo uso di pentatoniche
- Laideronette, Emperatrice des Pagodes, un movimento di Ma Mère l'Oye di Maurice Ravel: è un brano che utilizza una armonia quartale su una scala pentatonica.

Dato il senso "orientaleggiante" che le melodie pentatoniche forniscono, in particolare quando armonizzate per quarte, molto spesso sono utilizzate come espediente musicale da parte dei compositori di musica classica (ad esempio le citate Madama Butterfly e Turandot) e da film per richiamare atmosfere orientali o comunque inconsuete.

## Il "sistema pentatonico"
Secondo l'etnomusicologo Constantin Brăiloiu le scale pentatoniche, molto presenti in tutte le culture musicali, possono caratterizzare non solo un tipo di scala musicale, ma un "sistema pentatonico" indipendente o comunque antecedente (nella sua evoluzione etnomusicologica) il sistema modale diatonico.

Le scale pentatoniche sono formate da due gruppi di note (separati da un intervallo di terza minore), composti uno da tre e uno da due note distanti un tono fra loro. Ad esempio nella pentatonica di Sol abbiamo il gruppo {Sol - La - Si} ed il gruppo {Re - Mi}.
Brăiloiu chiama il gruppo di tre note pycnon (dal greco antico πυκνος, cioè pycnos che significa "spesso", "forte").

Se consideriamo la pentatonica di Sol il pycnon è composto dal gruppo {Sol - La - Si}, la sua importanza deriva dal fatto che ha una successione di note separate da due intervalli di un tono (mentre nel gruppo Re - Mi sono solo due note separate da un tono, e dunque potrebbero anche essere parte di un pycnon di un'altra scala).
Il pycnon dunque rappresenta il principale punto di riferimento per l'ascoltatore.
Nello sviluppo etnomusicologico delle melodie e delle scale vi sono poi note che non fanno parte della pentatonica, che sono note di passaggio caratterizzate da una incerta intonazione, e che Brăiloiu indica con il termine musicale cinese pien ("abbellimento").
Questi gradi esterni alla pentatonica sono in genere note di passaggio, spesso sull'accento debole della ritmica, ed hanno anche una certa indeterminazione d'altezza: esse sono sottoposte a forze contrastanti, ovvero la consonanza (che tende a inserirle nella loro collocazione all'interno del circolo delle quinte) oppure all'attrazione verso gradi vicini dal punto di vista melodico. Nella musica occidentale (caratterizzata da scale diatoniche e  temperamento equabile) la soluzione vincente è stata quella della consonanza, ma in altre musiche e sistemi vi sono state evoluzioni e soluzioni differenti, come l'equalizzazione verso gradi intermedi.
Dovendo dunque assegnare una numerazione ai gradi del "sistema pentatonico" analogamente a quanto correntemente fatto per i gradi della scala diatonica avremo cinque gradi principali "forti" abbelliti da gradi «secondari (semitonali) toccati molto più raramente in ragione della loro maggiore tensione» (i pien).

Ad esempio:
| Pycnon  | Pycnon   | Pycnon    | Pien | Pien |         |          | Pien | Pien |
| Sol     | La       | Si        | Do   | Do♯  | Re      | Mi       | Fa   | Fa♯  |
| I grado | II grado | III grado |      |      | V grado | VI grado |      |      |

Su questi gradi (che a differenza dei modi diatonici hanno una relativa indifferenza funzionale, ovvero non esercitano attrazioni armoniche o melodiche) possono dunque essere costruiti diversi modi che, secondo Brăiloiu, giustificano l'esistenza di un sistema musicale pentatonico.
| Grado          | Scala (esempio in Sol) | Scala (esempio in Sol) | Scala (esempio in Sol) | Scala (esempio in Sol) | Scala (esempio in Sol) |
| I ("maggiore") | Sol                    | La                     | Si                     | Re                     | Mi                     |
| II             | La                     | Si                     | Re                     | Mi                     | Sol                    |
| III            | Si                     | Re                     | Mi                     | Sol                    | La                     |
| V              | Re                     | Mi                     | Sol                    | La                     | Si                     |
| VI ("minore")  | Mi                     | Sol                    | La                     | Si                     | Re                     |

Le ricerche etnomusicologiche sembrano mostrare che questi principi sono applicabili a numerose culture: si trovano sistemi pentatonici nella musica cinese , in Africa e nell'Europa dell'Est.

## Le scale pentatoniche nelle diverse culture musicali
Se consideriamo sistemi musicali non temperati è complicato definire i precisi rapporti di frequenza utilizzati nelle diverse culture musicali.
Ad esempio se pensiamo alla pentatonica come derivata dalla scala pitagorica mediante sequenze di quinte giuste (il principio del circolo delle quinte) i rapporti delle frequenze fra le varie note della scala pentatonica sono (se considerato il rapporto tra nota più alta e più bassa): 9/8 - 9/8 - 32/27 - 9/8 - 32/27. Se invece consideriamo la scala come derivata dalla scala naturale allora otteniamo: 9/8 - 10/9 - 6/5 - 10/9 - 6/5.
È quindi molto difficile identificare esattamente la relazione fra le note dei vari sistemi musicali, e vi è sempre la tendenza, nell'ascoltatore occidentale, ad incasellare le note nel sistema temperato.

### Oriente
Come accennato in precedenza l'evoluzione etnomusicologica delle scale le ha spinte da un lato verso la consonanza e dunque il diatonismo tipico della musica occidentale, dall'altra verso soluzioni razionali in cui il «grado si colloca allora a metà dell'intervallo da riempire» . In questo modo nascono scale pentatoniche equalizzate con gradi all'incirca equidistanti ed equamente suddivisi nell'ottava, come la scala pentatonica anemitonica nota come slendro tipica della musica di Giava e Bali (il gamelan: ).
Un analogo atteggiamento razionalista portò, probabilmente, ad equalizzare l'ottava su sette gradi all'incirca equidistanti, da cui verrà - in Thailandia - «estratta la pentatonica usuale (il che faciliterà la trasposizione su strumenti ad accordatura fissa come lo xilofono)»  .
La scala pentatonica è alla base della musica cinese e mongola.
In particolare sono in uso in Cina i cinque modi che si ottengono suonando la pentatonica partendo da un grado differente; questi modi diaoshi sono: gong, shang, jue, zhi e yu .
| Grado | Diaoshi | Scala (esempio in Sol) | Scala (esempio in Sol) | Scala (esempio in Sol) | Scala (esempio in Sol) | Scala (esempio in Sol) |
| I     | Gong    | Sol                    | La                     | Si                     | Re                     | Mi                     |
| II    | Shang   | La                     | Si                     | Re                     | Mi                     | Sol                    |
| III   | Jue     | Si                     | Re                     | Mi                     | Sol                    | La                     |
| V     | Zhi     | Re                     | Mi                     | Sol                    | La                     | Si                     |
| VI    | Yu      | Mi                     | Sol                    | La                     | Si                     | Re                     |

Anche la musica giapponese utilizza un sistema analogo: i suoni fondamentali del flauto giapponese shakuhachi  compongono una scala pentatonica minore.
La scala yo è usata nei canti buddisti giapponesi shōmyō e nella musica imperiale gagaku . Questo tipo di scala non è altro che il quarto modo di una pentatonica anemitonica maggiore, ad esempio la scala yo di Re, equivalente alla scala cinese diaoshi zhi, è:

### America

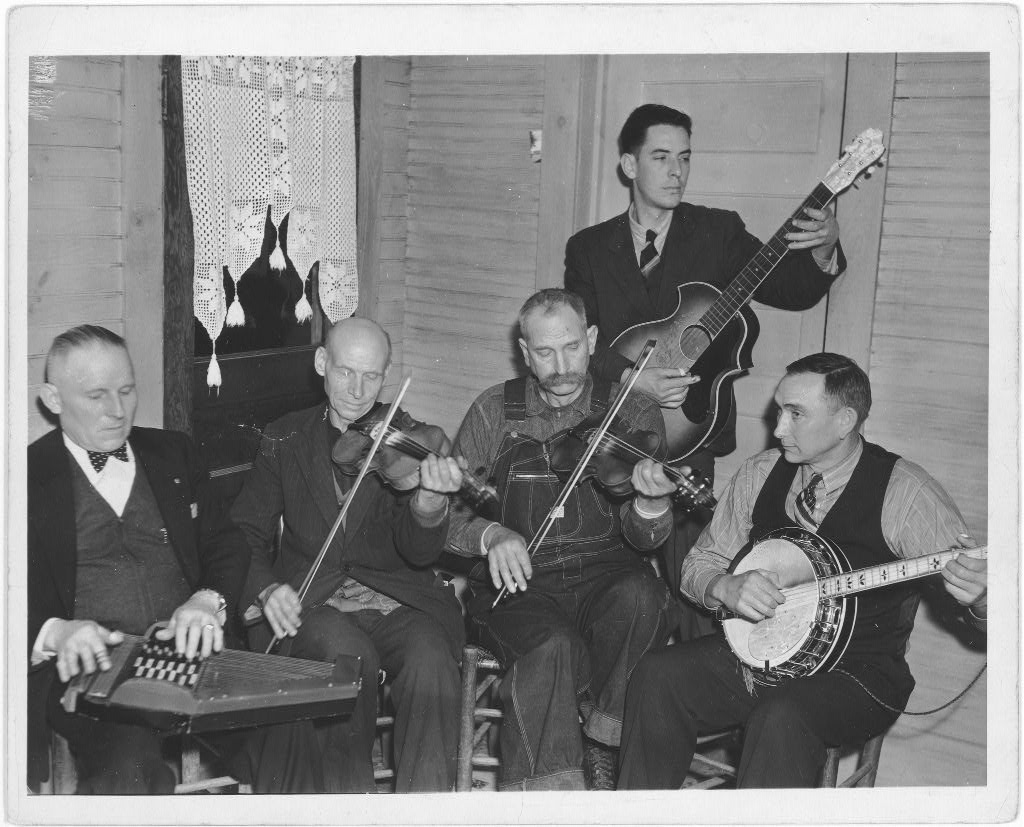
Un gruppo di musica folk appalachiana negli anni '30

La scala minore pentatonica è molto utilizzata nelle canzoni folk della cultura Appalachia nordamericana (nella zona compresa fra lo stato di New York verso sud fino all'Alabama e alla Georgia).

I canti folkloristici dei nativi americani Piedi Neri sono spesso basati su scale pentatoniche.
Le scale pentatoniche (maggiori e minori) sono alla base della musica andina, come ad esempio le danze tradizionali huayno.

### Jazz
L'armonia classica occidentale e quella jazzistica di stampo tonale, sono fondamentalmente basate su accordi caratterizzati da intervalli di terza. Quando John Coltrane e Miles Davis introdussero l'improvvisazione modale (Kind of Blue, 1959 e My Favorite Things , 1960) si rivelò di grande importanza  l'utilizzo di scale pentatoniche, in quanto le melodie costruite su queste scale sono per loro natura ambigue, in bilico fra i relativi modi maggiori (modo ionio, lidio e misolidio) e minori (modo eolio, frigio e dorico). Contemporaneamente i pianisti McCoy Tyner e Bill Evans iniziarono a sviluppare accompagnamento con voicing costruiti per quarta.

Le pentatoniche maggiori e minori, con i relativi voicing per quarte, sono entrati nello stile di numerosissimi musicisti jazz come Art Tatum, Chick Corea ed Herbie Hancock, ed anche ovviamente nella fusion nel rock e nel blues.

## Educazione musicale
La scala pentatonica ha un ruolo piuttosto rilevante in alcune metodologie educative, come ad esempio la Orff Schulwerk. La metodologia ideata da Carl Orff enfatizza i benefici dell'improvvisazione musicale, che - a livelli elementari - è più semplice ed efficace utilizzando le scale pentatoniche.
Infatti una scala pentatonica di Do, suonata su un accordo di Do maggiore {Do - Mi - Sol}, ha tutti i gradi corrispondenti o consonanti con la triade {Do - Mi - Sol}, ed è priva del quarto grado (Fa) che sarebbe dissonante con il Do maggiore, in quanto ad un semitono di distanza dal Mi. Ragionamento analogo vale per l'equivalente minore. Questo significa che un allievo alle prime armi può concentrarsi sull'espressività e la creatività melodica con una scala pentatonica senza fare evidenti errori armonici.
Anche nel metodo didattico del musicista ed educatore ungherese Zoltán Kodály le scale pentatoniche rivestono un ruolo importante nelle prime fasi di apprendimento, in quanto «più consone alla sensibilità dei bambini» e dato che «l'intonazione di queste melodie viene realizzata con facilità e sicurezza proprio a causa dell'assenza dei semitoni» .
Anche per coloro che studiano la tecnica dell'improvvisazione le scale pentatoniche possono essere un primo gradino di apprendimento. Queste scale sono adatte per improvvisare con un buon grado di libertà anche su armonie relativamente complesse, ad esempio :
- Su un accordo di Do maggiore settima o sesta: pentatonica di Do
- Su un accordo di Do maggiore settima dominante: pentatonica di Do
- Su un accordo di Do minore settima o Sol minore settima: pentatonica di Si♭
- Su un accordo di Re semidiminuito: pentatonica di Si♭

## Scala cinese
La cosiddetta scala cinese è una scala musicale composta da cinque note (scala pentatonica).
Si basa su cinque gradi fondamentali: 
1. il GONG (palazzo) corrispondente al Fa
2. lo SHANG (deliberazione) corrispondente al Sol
3. lo JUE (corno) corrispondente al La
4. lo ZHI (prova) corrispondente al Do
5. lo YU (ali) corrispondente al Re.

Inoltre le note hanno anche altri parallelismi col mondo fisico. Si può ad esempio usare la scala cinese suonando i soli tasti neri di un pianoforte.
La sua formula è quindi: 
T, T, 3s, T, 3s.
Furono in seguito inserite nella scala cinese altre due note, il BIANGONG e il BIANZHI, ma questa scala non fu mai molto usata e la pentatonica rimase sempre la scala più importante ed usata in Cina.